# Salvatore Garozzo
Salvatore Garozzo (Catania, 3 dicembre 1977) è un ex rugbista a 15 e allenatore di rugby a 15 italiano, in carriera attivo nel ruolo di terza linea ala e 3 volte internazionale per l’Italia.

## Biografia
Cresciuto nello Zagara, con cui esordì in campionato a soli 17 anni, Garozzo entrò già ai tempi della militanza in tale squadra nel giro della Nazionale diretta dall'allora C.T. Georges Coste: fu infatti tra i convocati nel tour del 1997 in Zimbabwe, anche se non fu schierato nei test match ma solo negli incontri infrasettimanali.
Nel 1998 Garozzo fu ingaggiato dal Benetton Treviso; nella prima stagione in Veneto si laureò campione d'Italia, titolo bissato nel 2001, anno in cui giunse l'esordio per l'Italia in un test match, contro l'Uruguay a Montevideo; una settimana più tardi disputò il suo secondo incontro internazionale, a Buenos Aires contro l'Argentina; un anno più tardi giunse il suo terzo, a tutt'oggi più recente, test match, di nuovo contro l'Argentina a Roma.
Nel 2006 lasciò il Benetton dopo cinque scudetti, una Coppa Italia e più di 100 partite giocate, e tornò a Catania, nell'Amatori, con cui militò nel Super 10; nel 2008 nonostante la retrocessione e la mancata iscrizione della squadra in Serie A1 per motivi economici, Garozzo decise di rimanere all'Amatori anche in serie B.
Al termine del campionato 2008-09 giunse la promozione in Serie A2.
A Catania rimase fino all'inizio della stagione 2013, quando l'Amatori ripartì dalla Serie C.
Fu ingaggiato dall'Amatori Messina, militante in serie B.
Al termine della seconda stagione con i messinesi, Garozzo si ritirò e assunse la guida tecnica del Nissa in serie C.
L'anno successivo Amatori Messina e Nissa fusero le sezioni seniores per partecipare al campionato di serie B e Garozzo tornò in campo.
La stagione si concluse con la salvezza ma la squadra non si iscrisse al campionato successivo.
Dopo un anno a San Gregorio divenne allenatore delle giovanili del CUS Catania.

## Palmarès
- Campionati italiani: 5

Benetton Treviso: 1998-99, 2000-01, 2002-03, 2003-04, 2005-06
- Coppe Italia: 1

Benetton Treviso: 2004-05